# 陳智思
陳智思，大紫荊勳賢，GBS，JP（英語： / ，皇家轉寫：Chanwut Sophonphanit，1965年1月11日—），香港政治人物和商人，祖籍廣東潮陽，成長於香港，泰國華僑陳有慶的次子，現為亞洲金融集團董事會主席兼總裁和亞洲保險有限公司董事會主席，現任西九文化區管理局副主席及香港賽馬會董事。陳智思於2008年1月當選為第十一屆港區全國人大代表，之後亦當選第十二屆和第十三屆。陳曾在香港擔任多項公共職務，故在港有「公職王」之稱，相關職務包括行政會議非官守議員召集人、香港社會服務聯會主席、M+董事局主席、香港故宮文化博物館有限公司主席、大館文化藝術有限公司主席，另亦曾任立法會議員、香港嶺南大學校董會主席、可持續發展委員會主席、降低食物中鹽和糖委員會主席、活化歷史建築諮詢委員會主席等。現任香港中文大學金融系客座教授。2023年9月起出任團結香港基金主席。
陳智思於2017年7月1日至2022年6月30日就任行政會議召集人，2022年6月10日接替梁高美懿成為香港賽馬會董事。2006年和2020年先後獲香港特區政府頒授金紫荊星章及大紫荊勳章。

## 生平
陳智思在1977年畢業於香港聖若瑟小學，及後在玫瑰崗學校就讀中一至中三年級。於1980年到美國升學。其後畢業於美國加州的波莫納學院（Pomona College）藝術系，兼修經濟學等。他的祖父是泰國盤谷銀行創辦人陳弼臣。他是香港行政會議成員、 前香港立法會議員，立法會「泛聯盟」前成員之一。1998年，他循香港立法會保險界功能組別晉身立法會議員職務至2008年，直到不尋求連任的2008年立法會選舉，結束10年的立法會議員生涯，至2004年獲委任成為行政會議成員，直至2009年離任。陳智思在2009至2012年擔任古物諮詢委員會主席。由於古諮會討論政府總部西座評級引起爭議，陳智思決定留任至2012年年底任期完結，之後不再連任。
2006年，陳智思出售亞洲商業銀行予大眾銀行，只保留保險業務。他把套現的資金拿來發展泰國康民醫院，因該建築物外形像五星級酒店而被譽為「泰國養和醫院」。亞洲金融風暴期間，由於泰銖暴跌，令醫院收費變得低廉，引來了大量海外客人。截至2018年，醫院坐擁100萬客戶，當中包括多名香港富豪。康民醫院亦想向海外發展，陳智思原本看中黃竹坑的醫院地皮，最後因為條件苛刻而沒有入標，陳智思說康民醫院仍會找機會進軍香港。

## 健康
陳智思家人有糖尿病史。陳智思於18歲時在美國確診罕見血管收縮病症高安氏動脈炎，遂曾接受多次大手術，包括於數年間接受三次心臟搭橋手術，自此須定期接受身體檢查及長期服藥。因為該病，陳智思兩個腎臟功能只餘正常人的一半，他亦因而需要嚴格控制飲食，採取清淡包括低鹽分的飲食。他亦曾任降低食物中鹽和糖委員會主席，負責制定政策方向及工作計劃，以減低香港市民的食鹽和食糖攝入量，以及食物中的鹽和糖含量。

## 教育
陳智思辦了一間私校，兩名兒子曾是該校學生，也收錄一些在家自學的學生，採用全英語教學，以普通話教中文，課本是簡體字。

## 家庭狀況
陳已婚，太太楊碧鈴，新加坡籍，有兩名兒子（2000、2003年生）。

## 公職
1998至2008年間，他是代表保險界的立法會議員。
2004年10月至2009年1月，陳智思被委任為行政會議非官守成員，進入香港最高決策機構，並於2004年放棄泰國籍及在更早時放棄美國籍。2012年7月，陳再獲任為行政會議非官守成員；2017年7月更任為行政會議非官守成員召集人。
另外，他亦擔任閩僑中學法團校董會榮譽顧問。

## 馬主生涯
陳智思在1989年成為香港賽馬會會員，2015年晉升遴選會員，2023-2024馬季開始成為馬主，擁有名下團體馬「同喜」（馬主是同進團體，成員還包括利子厚、周永健、夏佳理、王䓪鳴、鄧日燊、梁高美懿、李家祥、胡家驃、許晉奎、龔楊恩慈、李國棟、陳衍里、郭志桁）、路路勁（馬主是潮州韓江團體，成員亦包括他和兄長陳智文）。

## 立法會投票記錄

香港立法會新標誌由陳智思協調各方意見設計而成。

- 1998年9月9日：贊成《1998年假期（修訂）條例草案》（包含廢除重光紀念日公眾假期）[17]
- 1999年12月2日：贊成《提供巿政服務（重組）條例草案》（廢除市政局和區域市政局）[18]
- 2007年6月6日：贊成《兩鐵合併條例草案》[19]（包含可加可減機制）[20]
- 2007年6月13日：贊成《2007年房屋（修訂）條例草案》[21]（包含可加可減機制）[22]

泰國王冠指揮官勳章（三等）

## 榮譽
- 香港十大傑出青年（1999年）
- 非官守太平紳士（2002年）
- 泰國王冠指揮官勳章（三等）（2004年）
- 金紫荊星章（2006年）
- 香港城市大學榮譽社會科學博士（2015年）[23]
- 香港嶺南大學榮譽人文學博士（2015年）[24]
- 香港公開大學榮譽工商管理博士學位（2017年）[25]
- 美國薩凡納藝術設計學院榮譽人文學博士（2019年）[26]
- 大紫荊勳章（2020年）

## 電視節目
- 2009年：《志雲飯局》嘉賓
- 2020年：《鏗鏘說 - 陳智思：藝術教曉我從政》嘉賓
- 2022年：《國安法事件簿 - 第十章：國安法下的文化創作空間》嘉賓

## 外部連結
- 陳智思官方網站 （页面存档备份，存于）
- 香港立法會：陳智思議員
- 緣係香港，陳智思的金融家族傳奇 （页面存档备份，存于）
- 陳智思贊成-->又名:(解散兩個民選市政局草案),《提供市政服務（重組）條例草案》投票記錄在 P.176頁